# 神戸町 (田原市)
神戸町（かんべちょう）は、愛知県田原市の地名。58の小字が設置されている。

## 地理
旧田原町南東部に位置する。東は豊島町、西は加治町・西神戸町に接する。

### 字一覧
字名は以下の通りである。
| - 赤石（あかいし） - 上り口（あがりぐち） - 池下（いけした） - 市場（いちば） - 植松（うえまつ） - 上堀池（うわほりいけ） - 大池（おおいけ） - 大坪（おおつぼ） - 大無生（おおむしょう） - 丘東（おかひがし） - 沖田（おきだ） - ヲコシ（おこし） - 笠屋（かさや） - 数割（かずわり） - カタセ（かたせ） - カ子イバ（かねいば） - 川坂（かわさか） - 北海道（きたかいどう） - 北高畑（きたたかはた） - 北山（きたやま） | - 久保川（くぼがわ） - 郷仲（ごうなか） - 郷原（ごうばら） - 極楽地（ごくらくじ） - サルガク（さるがく） - 三本杉（さんぼんすぎ） - 汐田（しおた） - 下大尻（しもおおしり） - 新大坪（しんおおつぼ） - 神明（しんめい） - 高畑（たかばた） - 竹ノ内（たけのうち） - 天王（てんのう） - 天白（てんぱく） - 殿畑（とのはた） - 中尾（なかお） - 中島（なかじま） - 中新造（なかしんぞう） - 西中島（にしなかじま） | - 西ノ門（にしのもん） - 後申（のちざる） - 東大坪（ひがしおおつぼ） - 東新田（ひがししんでん） - 東山田（ひがしやまだ） - 七助（ひちすけ） - 深田（ふかだ） - 堀池（ほりいけ） - 前田（まえだ） - 前畑（まえはた） - 松本（まつもと） - 南島（みなみしま） - 宮下（みやした） - 明土（みょうど） - 柳（やなぎ） - 山田（やまだ） - 山畑（やまはた） - ヤンベ（やんべ） - 鷲川（わしかわ） |

## 歴史

### 地名の由来
神戸は神宮の封戸を指す地名であり、当地は伊勢神宮の神領であった。

### 沿革
- 江戸時代 - 当地は数か村に分かれていたが、その総称として神部領・神戸村・神戸郷などと呼ばれていた[8]。
- 1878年（明治11年） - 渥美郡の青津村・市場村・漆田村・新美村・志田村・赤松村・水川村・本前村・谷ノ口村・東ケ谷村の10か村が合併し、同郡神戸村が成立[8]。
- 1882年（明治15年） - 神戸村が解体され、神戸村・西神戸村・東神戸村・南神戸村の4か村が成立する[8]。
- 1889年（明治22年） - 旧神戸村が大草村を含めて結局糾合し、1882年成立の神戸村の範囲が神戸村大字神戸となる[8]。
- 1955年（昭和30年）1月1日 - 合併に伴い、田原町大字神戸となる[8]。

## 世帯数と人口
2015年（平成27年）10月1日現在の世帯数と人口は以下の通りである。
| 町丁   | 世帯数    | 人口    |
| ------ | --------- | ------- |
| 神戸町 | 1,281世帯 | 3,440人 |

### 人口の変遷
国勢調査による人口の推移
| 2005年（平成17年） | 3,625人 | [ 9 ]  |  |
| 2010年（平成22年） | 3,545人 | [ 10 ] |  |
| 2015年（平成27年） | 3,440人 | [ 2 ]  |  |

## 学区
市立小・中学校に通う場合、学区は以下の通りとなる。また、公立高等学校に通う場合の学区は以下の通りとなる。
| 番・番地等 | 小学校             | 中学校             | 高等学校 |
| ---------- | ------------------ | ------------------ | -------- |
| 全域       | 田原市立神戸小学校 | 田原市立東部中学校 | 三河学区 |

## 交通
- 国道259号（田原街道）[5]
- 愛知県道413号六連三河田原停車場線[5]
- 神戸駅 (愛知県)（豊橋鉄道渥美線）

## 施設
- 田原市立神戸小学校[5]
- 田原市立東部中学校[5]
- 農村環境改善センター[5]
- 希望が丘町営住宅[5]
- 若宮神社[5]
- 八所神社[5]
- 神明社[5]
- 久丸神社[5]
- 川岸神社[5]
- 高野山真言宗松本寺[5]
  - 木造十一面観音立像（県文化財）[5]
- 真宗大谷派西応寺[5]
- 栄教寺[5]
- 曹洞宗大乗院[5]
- 伝法寺[5]
- 正楽寺[5]
- 宝珠寺[5]
- 渥美病院

## その他

### 日本郵便
- 郵便番号 : 441-3415[3]（集配局：田原郵便局[13]）。